# Kleine Seele
Mit den Worten Kleine Seele beginnt ein Gedicht von Franz Kafka, das er auf einem Kalenderblatt vom 17. September 1909 niederschrieb.

## Text des Gedichts
Kleine Seele

springst im Tanze

legst in warme Luft den Kopf

hebst die Füsse aus glänzendem Grase

das der Wind in zarte Bewegung treibt

## Einordnung
Kafka hatte zur zeitgenössischen Lyrik (wie z. B. Mörike) wenig Hinwendung. Von ihm selbst „sind nur gelegentliche lyrische Versuche überliefert, meist wenige hingeworfene Verse ohne Titel. Weder in den autobiografischen Zeugnissen noch in Max Brods Erinnerungen ist je die Rede davon gewesen, dass Kafka an eine Veröffentlichung dieser Zeilen dachte“, wie Reiner Stach in seinem Buch Ist das Kafka? formuliert.
Zu den oben genannten Versen hatte der Verfasser offensichtlich eine nähere Anbindung. Zwei Jahre später trug er die Zeilen in das Stammbuch eines Bekannten aus dem Kaffeehaus ein. Erhalten blieb es zwischen den Seiten eines Oktavheftes von 1917/18 und tauchte nach Kafkas Tod im Nachlass auf.

## Ein zweites Gedicht
Einige Jahre früher, nämlich im Zuge der Beschreibung eines Kampfes von 1904, hat Kafka als Einleitung bereits ein Gedicht folgenden Inhalts verfasst:
Und die Menschen gehen in Kleidern

schwankend auf dem Kies spazieren

unter diesem großen Himmel

der von Hügeln in der Ferne

sich zu fernen Hügeln breitet
Allerdings ist dieser Fünfzeiler nicht ganz originär Kafkas Werk, er ist vielmehr angelehnt an ein Gedicht von Stefan George (Wir schreiten auf und ab im reichen Flitter …), den Kafka im Gegensatz zu verschiedenen anderen Lyrikern bewunderte.

## Ausgabe
- Nachgelassene Schriften und Fragmente I Herausgegeben von Malcom Pasley (Born/Neumann/Schillemeit) Fischer Taschenbuch Verlag S. 181 ISBN 3-596-15700-5

## Sekundärliteratur
- Peter-André Alt: Franz Kafka: Der ewige Sohn. Eine Biographie. Verlag C.H. Beck, München 2005, ISBN 3-406-53441-4.
- Reiner Stach: Ist das Kafka? (99 Fundstücke).  Fischer Verlag GmbH, Frankfurt/Main 2012 ISBN 978-3-596-19106-2. (Online beim S. Fischer Verlag.)